# Neoclytus scutellaris
Neoclytus scutellaris es una especie de escarabajo longicornio del género Neoclytus, tribu Clytini, subfamilia Cerambycinae. Fue descrita científicamente por Olivier en 1790.

## Descripción
Mide 7-16 milímetros de longitud.

## Distribución
Se distribuye por Canadá y Estados Unidos.